# ذفرة شاذة
ذفرة شاذة (الاسم العلمي:Cleome anomala) هي نوع من النباتات تتبع جنس الذفرة من الفصيلة الذفرية.